# Eucteniza relata
La araña trampera (Eucteniza relata) es un arácnido perteneciente a la familia Euctenizidae del orden Araneae, esta especie fue descrita por O. Pickard-Cambridge en 1895.

## Clasificación y descripción
El nombre del género Eucteniza proviene del prefijo griego eu- que significa “verdadero” o “bueno” y del griego Ktenizein que significa “peinar” o “limpiar”. El nombre específico relata proviene de “relatus” el primer nombre propuesto y patronímico a un duque gótico.
Presenta un color marrón amarillento en toda la parte delantera, el cefalotórax está marcado con líneas o rayas pardo negruzcas irregulares y los lados del carapacho están ligeramente cubiertos de color marrón; la superficie del cefalotórax tiene algunos pelos y cerdas; las patas tienen una apariencia estriada longitudinalmente, con pelos dispuestos en franjas, con intervalos desnudos de un color más pálido que el resto. Los ojos de la fila anterior están separados por igual y la fila en si es ligeramente más larga a la fila posterior: los ojos laterales anteriores son un poco más grandes que los anteriores; los laterales traseros presentan una forma alargada, formando ángulos rectos con los anteriores, y separados de ellos por una distancia menor a la del diámetro de un ojo, los centrales son considerablemente más pequeños, de forma oblongada-oval y separados de los laterales posteriores por el diámetro más pequeño. El clípeo tiene varias cerdas fuertes y curvas de color negro, prominentes en el centro; su altura es aproximadamente el doble del diámetro de los ojos centrales.
Los palpos tienen la articulación digital corta, y presentan numeroso pelos erizados cortos en el extremo superior, la articulación radial es larga, hinchada y decorada con numerosos pelos erizados sobre esta y por debajo, Los órganos palpales están bien desarrollados en forma de doble lóbulo, el lóbulo más grande o superior tiene una apariencia retorcida misma que se curva y estrecha formando una espina puntiaguda. El abdomen es en forma oblongada-oval; de color marrón negruzco en la parte superior, está cubierto de pelos y cerdas cortas. La parte inferior es de un matiz amarronado pardusco y las hileras son más pálidas.

## Distribución
Se encuentra en Estados Unidos de América y México en los estados de Guerrero, Nuevo León, y Tamaulipas.

## Hábitat
Los integrantes del género Eucteniza se caracterizan por construir madrigueras no ramificadas en pendientes ligeras o en terreno plano, la profundidad de las mismas va de los 7-25 cm y están cubiertas por una fina trampa en forma de oblea sobre el suelo que se une con una fina bisagra de seda. En el fondo de sus madrigueras suelen encontrarse restos de mudas y presas.

## Estado de conservación
No se encuentran bajo ninguna categoría de riesgo en las normas nacionales o internacionales.